# NK Junak Sinj
Nogometni Klub Junak Sinj is een Kroatische voetbalclub uit Sinj.

## Bekende (oud-)spelers
- Ante Kušeta (2014-)
- Zvonimir Milić (2014-)